# Rassemblement Démocratique et Social Européen
De Rassemblement Démocratique et Social Européen (RDSE, Nederlands: Europese Democratische en Sociale Groepering) is een parlementaire groepering in de Franse Senaat.

## Geschiedenis
De Rassemblement Démocratique et Social Européen werd in 1989 opgericht als parlementaire groepering, als fractie in de Senaat, de Sénat, onder de naam Rassemblement Démocratique Européen, Europese Democratische Groepering, en geldt als rechtstreekse opvolger van de fractie Gauche Démocratique, die al sinds 1892 bestond. Het kreeg in oktober 1995 de huidige naam. De fractie heeft tegenwoordig 23 leden afkomstig van zeven verschillende partijen. Hoewel de RDSE over het algemeen een linkse fractie is, telt zij ook een aantal rechtse senatoren.
De meeste leden van de fractie behoorden tot de Parti Radical de Gauche PRG, maar er waren ook enkele leden van kleinere partijen en dissidente conservatieven lid van de fractie. De leden van de PRG gingen in 2017 over naar de nieuwe Mouvement radical, social et libéral.

## Voorzitters sinds 1989
- 1989-1995 : Ernest Cartigny
- 1995-2001 : Guy-Pierre Cabanel
- 2001-2007 : Jacques Pelletier
- 2007-2008 : Pierre Laffitte
- 2008-2011 : Yvon Collin
- 2011-2017 : Jacques Mézard
- 2017-2017 : Gilbert Barbier
- 2017-heden : Jean-Claude Requier

## Fractieleden
Hieronder staan enkele leden van de fractie.
- Jean-Pierre Chevènement 2008-2014
- Jacques Mézard 2008-2019
- Robert Hue 2012-2017

Samenstelling per 27 juli 2019 
 De deelnemende partijen met de meeste zetels worden genoemd, alleen de partijen met een enkele zetel binnen de fractie ontbreken.